# Rodenbach (Haiger)
Rodenbach ist ein Stadtteil von Haiger im mittelhessischen Lahn-Dill-Kreis.

## Geographie
Der Ort liegt am 154,8 Kilometer langen Rothaarsteig, einem Fernwanderweg, der von Brilon im Sauerland bis in die hessische Stadt Dillenburg führt. Rodenbach hat eine Haltestelle der Bahnlinie Siegen–Gießen und kann als Schnittstelle für Wanderer genutzt werden. Er liegt etwa drei Kilometer nördlich von Haiger.

## Geschichte

### Ortsgeschichte
Die älteste bekannte schriftliche Erwähnung von Rodenbach erfolgte am 2. Mai 1313.
Der Name leitet sich wahrscheinlich von Der Rodung am Bach oder Roter Bach her, was eventuell mit den Roteisenvorkommen in der Region in Zusammenhang steht. Schon die Kelten nutzten diese Eisenvorkommen und verhütteten das Erz in Brennöfen. Wahrscheinlich war die Gegend um Rodenbach bereits vor 2000 Jahren besiedelt, wie einige Funde z. B. auf der nahegelegenen Kalteiche beweisen.
Im Jahr 1451 wird die alte rodenbacher Mühle erwähnt.
Im 17. Jahrhundert wurde Rodenbach durch Landessteuern, Kriegskontributionszahlungen, Furagelieferungen, Truppeneinquartierungen und Plünderungen stark bedrängt. Zuerst im Zuge des Dreißigjährigen Kriegs (1618–48), in der zweiten Hälfte des 17. Jahrhunderts durch die französischen Reunionskriege.
Das Dorf war bis Anfang des 20. Jahrhunderts ein reines Bauerndorf. Zusätzlich diente der Abbau von Bleierz als Erwerbsquelle. Im Jahr 1937 wurde der Betrieb der Bleierzgrube Peterszeche III nach 50-jährigem Abbau endgültig eingestellt. Ein Stollen dieser Grube diente ab 1945 für mehrere Jahre als Brunnen für die Wasserversorgung Rodenbachs. Viele Rodenbacher, die keinen eigenen Landwirtschaftsbetrieb besaßen, fuhren zur Arbeit in neu entstandene Industriebetriebe nach Haiger, auch die 1915 eingeweihte Bahnlinie Haiger-Siegen ermöglichte eine bessere Verbindung zu den industriellen Standorten im Siegerland mit seinen Bergwerken und Hüttenbetrieben. Wobei die Rodenbacher Bauern nicht sonderlich vom Eisenbahnbau erfreut waren, denn durch den Bahnbau wurden die besten landwirtschaftlichen Flächen des Dorfes überbaut.
Von 37 Rodenbachern, die 1914 in den Ersten Weltkrieg zuogen kehrten nur 20 zurück.
1919 erhielt Rodenbach elektrisches Licht von den Elektrizitätswerken Siegerland (EWS) und wurde als letzte Gemeinde im Dillkreis 1941 an die öffentliche Wasserversorgung angeschlossen. Vor dem Zweiten Weltkrieg hatte der Ort 437 Einwohner, die in ca. 100 Häusern lebten. Nach dem Zweiten Weltkrieg (Sommer 1946) wuchs Rodenbach durch den Zuzug Heimatvertriebener stark an. Von den zuerst 120 überwiegend Sudetendeutschen blieben 70 dauerhaft, die anderen zogen nach einer Weile in die Nähe ihres Arbeitsplatzes. 1949 wurde das Strom-Ortsnetz an das EWS verkauft. Ab den 1950er Jahren gab es auch Gewerbeansiedlungen in Rodenbach. 1958 wurde eine Neon-Straßenbeleuchtung installiert. 1961 wurde eine Umgehungsstraße eröffnet. Bis 1969 wurde die knapp 3 Kilometer entfernte Bundesautobahn 45 erbaut und eröffnet.
Ehemalige Bergwerke
Siehe Liste von Bergwerken in Haiger
Hessische Gebietsreform (1970–1977)
Im Zuge der Gebietsreform in Hessen wurde die bis dahin selbständige Gemeinde Rodenbach zum 1. Januar 1970 auf freiwilliger Basis in die Stadt Haiger eingegliedert. Ein Ortsbezirk nach der Hessischen Gemeindeordnung wurde für Rodenbach nicht errichtet.

### Verwaltungsgeschichte im Überblick
Die folgende Liste zeigt die Herrschaftsgebiete und Staaten, in denen Rodenbach  lag, bzw. die Verwaltungseinheiten, denen es unterstand:
- vor 1739: Heiliges Römisches Reich, Grafschaft/Fürstentum Nassau-Dillenburg, Amt Dillenburg mit Gericht Haiger
- ab 1739: Heiliges Römisches Reich, Fürstentum Nassau-Diez, Amt Dillenburg mit Gericht Haiger
- 1806–1813: Großherzogtum Berg, Département Sieg, Arrondissement Dillenburg, Kanton Dillenburg
- 1813–1815: Fürstentum Nassau-Oranien, Amt Dillenburg mit Gericht Haiger
- ab 1816: Herzogtum Nassau[Anm. 1], Amt Dillenburg
- ab 1849: Herzogtum Nassau, Kreisamt Herborn[Anm. 2]
- ab 1854: Herzogtum Nassau, Amt Dillenburg
- ab 1867: Norddeutscher Bund[Anm. 3], Königreich Preußen, Provinz Hessen-Nassau, Regierungsbezirk Wiesbaden, Dillkreis[Anm. 4]
- ab 1871: Deutsches Reich, Königreich Preußen, Provinz Hessen-Nassau, Regierungsbezirk Wiesbaden, Dillkreis
- ab 1918: Deutsches Reich, Freistaat Preußen, Provinz Hessen-Nassau, Regierungsbezirk Wiesbaden, Dillkreis
- ab 1932: Deutsches Reich, Freistaat Preußen, Provinz Hessen-Nassau, Regierungsbezirk Wiesbaden, Landkreis Dillenburg
- ab 1933: Deutsches Reich, Freistaat Preußen, Provinz Hessen-Nassau, Regierungsbezirk Wiesbaden, Dillkreis
- ab 1944: Deutsches Reich, Freistaat Preußen, Provinz Nassau, Dillkreis
- ab 1945: Amerikanische Besatzungszone, Groß-Hessen, Regierungsbezirk Wiesbaden, Dillkreis
- ab 1949: Bundesrepublik Deutschland, Land Hessen, Regierungsbezirk Wiesbaden, Dillkreis
- ab 1968: Bundesrepublik Deutschland, Land Hessen, Regierungsbezirk Darmstadt, Dillkreis
- ab 1946: Amerikanische Besatzungszone, Hessen, Regierungsbezirk Wiesbaden, Dillkreis
- ab 1949: Bundesrepublik Deutschland, Hessen, Regierungsbezirk Wiesbaden, Dillkreis
- ab 1968: Bundesrepublik Deutschland, Land Hessen, Regierungsbezirk Darmstadt, Dillkreis
- ab 1971: Bundesrepublik Deutschland, Land Hessen, Regierungsbezirk Darmstadt, Dillkreis, Stadt Haiger[Anm. 5]
- ab 1977: Bundesrepublik Deutschland, Land Hessen, Regierungsbezirk Darmstadt, Lahn-Dill-Kreis, Stadt Haiger
- ab 1981: Bundesrepublik Deutschland, Land Hessen, Regierungsbezirk Gießen, Lahn-Dill-Kreis, Stadt Haiger

### Bevölkerung

#### Einwohnerstruktur
Nach den Erhebungen des Zensus 2011 lebten am Stichtag dem 9. Mai 2011 in Rodenbach 870 Einwohner. Darunter waren 105 (12,4 %) Ausländer.
Nach dem Lebensalter waren 180 Einwohner unter 18 Jahren, 366 zwischen 18 und 49, 159 zwischen 50 und 64 und 165 Einwohner waren älter.
Die Einwohner lebten in 345 Haushalten. Davon waren 90 Singlehaushalte, 99 Paare ohne Kinder und 120 Paare mit Kindern, sowie 27 Alleinerziehende und 9 Wohngemeinschaften. In 75 Haushalten lebten ausschließlich Senioren und in 222 Haushaltungen lebten keine Senioren.

#### Einwohnerentwicklung
Belegte Einwohnerzahlen sind:
- 1447: 11 steuerpflichtige Haushaltungen
- 1497: 20 steuerpflichtige Haushaltungen
- 1542: 23 steuerpflichtige Haushaltungen
- 1628: 26 steuerpflichtige Haushaltungen
- 1688: 26 steuerpflichtige Haushaltungen
- 1740: 40 steuerpflichtige Haushaltungen

| Rodenbach: Einwohnerzahlen von 1809 bis 2017 | Rodenbach: Einwohnerzahlen von 1809 bis 2017 | Rodenbach: Einwohnerzahlen von 1809 bis 2017 | Rodenbach: Einwohnerzahlen von 1809 bis 2017 | Rodenbach: Einwohnerzahlen von 1809 bis 2017 |
| --- | -------------------------------------------- | -------------------------------------------- | -------------------------------------------- | -------------------------------------------- |
| Jahr |                                              |                                              |                                              | Einwohner                                    |
| 1809 | 1809                                         |                                              | 299                                          | 299                                          |
| 1810 | 1810                                         |                                              | 300                                          | 300                                          |
| 1821 | 1821                                         |                                              | 311                                          | 311                                          |
| 1834 | 1834                                         |                                              | 347                                          | 347                                          |
| 1840 | 1840                                         |                                              | 350                                          | 350                                          |
| 1846 | 1846                                         |                                              | 344                                          | 344                                          |
| 1852 | 1852                                         |                                              | 358                                          | 358                                          |
| 1858 | 1858                                         |                                              | 326                                          | 326                                          |
| 1864 | 1864                                         |                                              | 322                                          | 322                                          |
| 1871 | 1871                                         |                                              | 303                                          | 303                                          |
| 1875 | 1875                                         |                                              | 332                                          | 332                                          |
| 1885 | 1885                                         |                                              | 321                                          | 321                                          |
| 1895 | 1895                                         |                                              | 310                                          | 310                                          |
| 1905 | 1905                                         |                                              | 360                                          | 360                                          |
| 1910 | 1910                                         |                                              | 407                                          | 407                                          |
| 1925 | 1925                                         |                                              | 451                                          | 451                                          |
| 1939 | 1939                                         |                                              | 473                                          | 473                                          |
| 1946 | 1946                                         |                                              | 588                                          | 588                                          |
| 1950 | 1950                                         |                                              | 624                                          | 624                                          |
| 1956 | 1956                                         |                                              | 616                                          | 616                                          |
| 1961 | 1961                                         |                                              | 640                                          | 640                                          |
| 1967 | 1967                                         |                                              | 688                                          | 688                                          |
| 1970 | 1970                                         |                                              | 788                                          | 788                                          |
| 1985 | 1985                                         |                                              | ?                                            | ?                                            |
| 1995 | 1995                                         |                                              | ?                                            | ?                                            |
| 2005 | 2005                                         |                                              | 868                                          | 868                                          |
| 2011 | 2011                                         |                                              | 870                                          | 870                                          |
| 2017 | 2017                                         |                                              | 809                                          | 809                                          |
| Datenquelle: Historisches Gemeindeverzeichnis für Hessen: Die Bevölkerung der Gemeinden 1834 bis 1967. Wiesbaden: Hessisches Statistisches Landesamt, 1968. Weitere Quellen: LAGIS; nach 1970: Stadt Haiger; Zensus 2011 |                                              |                                              |                                              |                                              |

#### Religionszugehörigkeit
| • 1885: | 320 evangelische (= 99,69 %), ein katholischer (= 0,31 %) Einwohner                            |
| • 1961: | 525 evangelische (= 82,03 %) und 65 katholische (= 10,16 %) Einwohner                          |
| • 2005: | 334 evangelische (= 38,58 %), 78 katholische (= 8,99 %) und 492 sonstige (= 56,58 %) Einwohner |
| • 2017: | 274 evangelische (= 33,87 %), 73 katholische (= 9,02 %) und 462 sonstige (= 57,11 %) Einwohner |

Seit 1910 gibt es ist die Freie evangelische Gemeinde Haiger-Rodenbach mit 130 Mitgliedern und weiteren Freundinnen sowie Freunden der evangelischen Freikirche. Die FeG Rodenbach gehört zum Bund Freier evangelischer Gemeinden KdöR mit Sitz in Witten.

## Kultur und Sehenswürdigkeiten

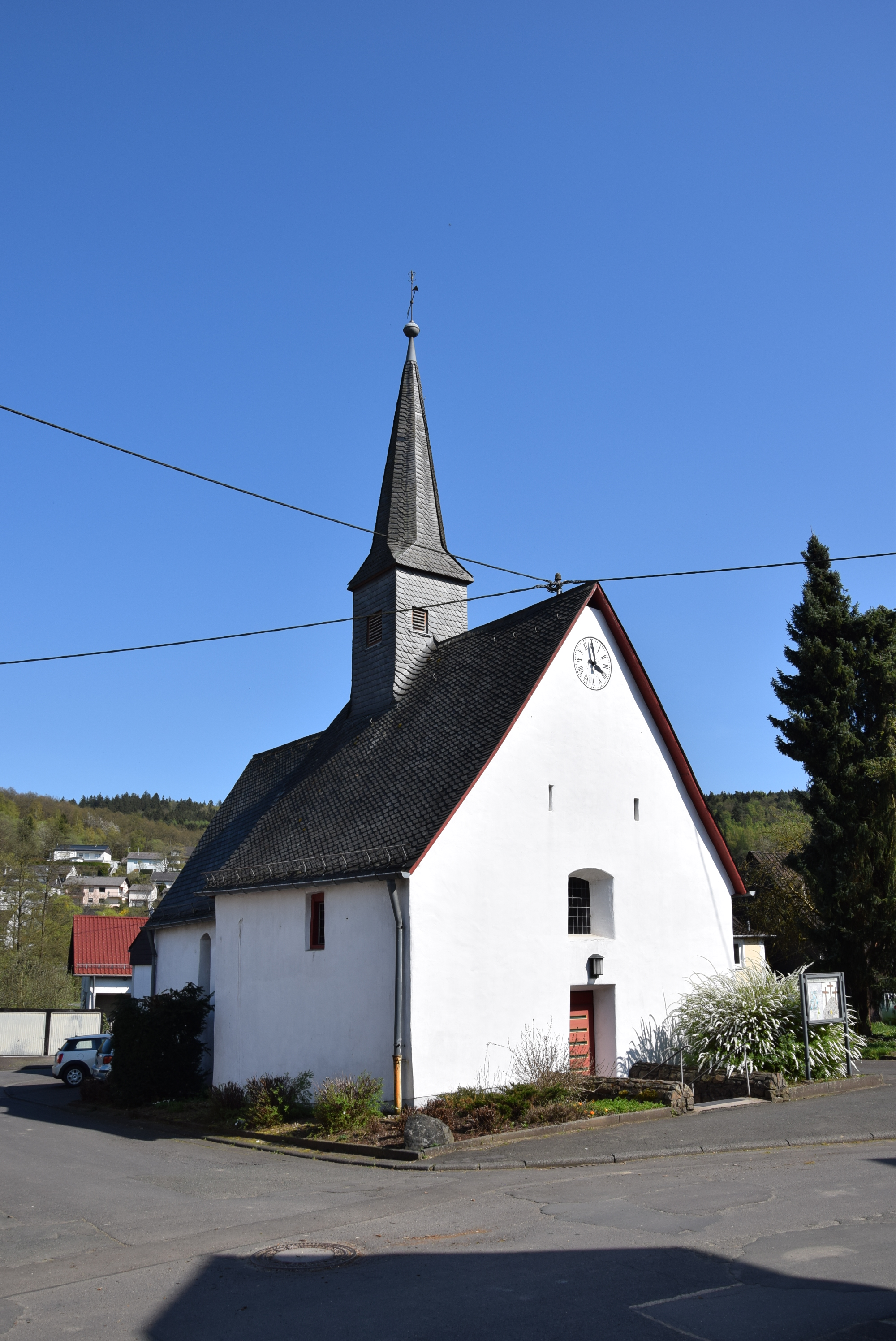
Ev. Kirche in Rodenbach

### Regelmäßige Veranstaltungen
In Rodenbach findet seit 2000 am Samstag vor dem 1. Advent ein Weihnachtsmarkt statt. Dessen kompletter Erlös wird einer gemeinnützigen Einrichtung gespendet. In den ersten zehn Jahren kamen so 34.569,82 Euro zusammen. Die Beträge gingen an die Krebsstation Peiper in Gießen, an das „Rainbow“-Kinderheim in Tinderet in Kenia, an das Kinderhospiz „Balthasar“ in Olpe, an das Haus „Emmaus“ in Wetzlar, an das Kinderzuhause in Burbach, an die Dillenburger Tafel, an die DRK-Kinderklinik Siegen, an die „Stiftung Familie Leben“ in Herborn und an die Lebenshilfe Dillenburg. Verkauft werden Eigenproduktionen der Rodenbacher Dorfbevölkerung, beispielsweise Marmeladen oder Strickzeug.

### Kulturdenkmäler
Siehe Liste der Kulturdenkmäler in Haiger-Rodenbach

### Naturdenkmäler
Siehe Liste der Naturdenkmäler in Haiger-Rodenbach